# Hans Walter (Archäologe)
Hans Walter (* 5. Oktober 1920 in Auerbach; † 4. März 2001) war ein deutscher Klassischer Archäologe.

## Leben
Walter wurde 1953 bei Ernst Buschor an der Universität München promoviert und habilitierte sich dort 1963. 1966 nahm er einen Ruf auf eine ordentliche Professur an der Universität Salzburg an, die er bis zu seiner Emeritierung 1986 innehatte.
Walter beschäftigte sich schwerpunktmäßig mit der Archäologie griechischer Heiligtümer. Zunächst an der Grabung im Heraion von Samos beteiligt, leitete er seit 1966 die Ausgrabungen von Alt-Ägina. Daneben forschte er auch zu mythologischen Darstellungen, zur Vasenmalerei und zur Plastik. Er war mit der griechischen Archäologin Elena Walter-Karydi verheiratet. Zu seinen Schülern gehört Wolfgang Wohlmayr.

## Veröffentlichungen
- Mythische Szenen auf attischen Vasen des vierten Jahrhunderts v. Chr. Dissertation. München 1953.
- Die Leute im alten Ägina 3000-1000 v. Chr. Urachhaus, Stuttgart 1983.
- Die Gestalt der Frau. Bildwerke von 30.000 – 20 v. Chr. Anthropologische Betrachtungen. Urachhaus, Stuttgart 1985.
- Das griechische Heiligtum: dargestellt am Heraion von Samos. Urachhaus, Stuttgart 1990, ISBN 3-878-38630-3.
- Pans Wiederkehr. Der Gott der griechischen Wildnis. Piper, München/Zürich 1991, ISBN 3-492-02588-9. 
  - Überarbeitete Neuauflage: Deutscher Taschenbuch-Verlag, München 2001, ISBN 3-423-30811-7.